# Margattea humeralis
Margattea humeralis är en kackerlacksart som först beskrevs av Walker, F. 1869.  Margattea humeralis ingår i släktet Margattea och familjen småkackerlackor. Inga underarter finns listade i Catalogue of Life.